# دوري لاكروس الوطني
دوري لاكروس الوطني هو دوري بوكس لاكروس للمحترفين في أمريكا الشمالية، يتكون الدوري حالياً من 13 فريق 8 في الولايات المتحدة و5 في كندا. يصنف الدوري على أنها أكثر دوريات الصالات مشاهدة في العالم بعد دوري الهوكي الوطني وإن بي إيه.